# Nguyễn Huy Hoàng (football)
Pour les articles homonymes, voir Hoang.
Ne doit pas être confondu avec Nguyễn Huy Hoàng (natation).
Nguyễn Huy Hoàng (né le 4 janvier 1981 dans le district de Quỳnh Lưu au Viêt Nam) est un footballeur international vietnamien, reconverti entraîneur. Il évoluait au poste de défenseur.

## Biographie

### Carrière en sélection
Nguyễn Huy Hoàng reçoit 35 sélections en équipe du Viêt Nam entre 2002 et 2010, inscrivant un but.
Il participe avec cette équipe à la Coupe d'Asie des nations 2007. Lors de cette compétition, il joue quatre matchs. Le Viêt Nam est éliminé en quart de finale par l'Irak.
Il dispute également les éliminatoires du mondial 2006 et les éliminatoires du mondial 2010.

## Palmarès
| Sông Lam Nghệ An - Championnat du Viêt-Nam (3) : - Champion : 1999-00, 2000-01 et 2011. - Coupe du Viêt-Nam (2) : - Vainqueur : 2002 et 2010. - Finaliste : 2011. |  | - Supercoupe du Viêt-Nam (4) : - Vainqueur : 2000, 2001, 2002 et 2011. |